# 김예령
김예령(개명(改名) 前 이름은 김윤미, 1966년 3월 4일 ~ )은 대한민국의 배우이다.

## 이력
1986년 연극배우 첫 데뷔하였다.

## 출연작

### 드라마
- 1992년 KBS 《TV 손자병법》
- 1998년 SBS 《백야 3.98》
- 1999년 KBS 《부부클리닉 사랑과 전쟁》
- 2003년 EBS 《역사극장》 : 신사임당, 민회빈 강씨 역
- 2003년 KBS 《상두야 학교가자》
- 2004년 KBS2 《달래네 집》 : 김마담 역
- 2004년 KBS2 《구미호외전》
- 2005년 EBS 《점프 1》 : 신사임당 역
- 2005년 MBC 《환생-NEXT》 : 은영, 오씨, 수녀, 고부인 역
- 2006년 EBS 《점프 2》 - 선덕여왕 역
- 2006년 MBC 《MBC 베스트극장 - 돌아온 철사장》 : 수경 역
- 2006년 SBS 《무적의 낙하산 요원》
- 2006년 투니버스 《에일리언 샘》
- 2007년 SBS 《완벽한 이웃을 만나는 법》
- 2007년 MBC 《깍두기》 : 호텔 고객 역
- 2008년~2009년 SBS 《가문의 영광》 : 하수영의 전 부인 역
- 2008년 SBS 《스타의 연인》
- 2009년 tvN 《막돼먹은 영애씨 시즌 5》
- 2010년 SBS 《이웃집 웬수》 : 장세희 역
- 2010년 KBS 《프레지던트》
- 2011년 SBS 《호박꽃 순정》: 김명자 역
- 2012년 MBC 《해를 품은 달》 : 희빈 박씨 역
- 2012년 KBS 《사랑아 사랑아》 : 김양자 역
- 2012년 MBC 《아이두 아이두》 : 산부인과 의사 역 (특별출연)
- 2012년 KBS 《대왕의 꿈》 : 만명부인 역
- 2013년 MBC 《오로라 공주》 : 푸르메 역
- 2013년 KBS 《사랑은 노래를 타고》 : 구미옥 역
- 2013년 MBC 《기황후》 : 이씨 부인 역
- 2014년 MBC 《앙큼한 돌싱녀》 : 이은화 역 (특별출연)
- 2014년 KBS2 《조선 총잡이》 : 김씨 부인 역
- 2014년 KBS2 《일편단심 민들레》 : 황금실 역
- 2015년 OCN 《아름다운 나의신부》 : 윤주영의 어머니 역
- 2015년 MBC 《밤을 걷는 선비》 : 성열 모 역
- 2015년 tvN 《막돼먹은 영애씨 시즌14》 : 김예령 역 (2화 특별출연)
- 2015년 KBS2 《별이 되어 빛나리》 : 이정례
- 2015년 MBC 《엄마》 : 박현숙
- 2016년 MBC 《몬스터》 : 도건우의 어머니 역
- 2016년 KBS1 《별난가족》 : 손도순 역
- 2016년 SBS 《사랑은 방울방울》 : 오해원 역
- 2016년 KBS2 《KBS 드라마 스페셜 - 피노키오의 코》 : 김영희 역
- 2017년 tvN 《내성적인 보스》 : 박애란 역
- 2017년 KBS2 《쌈 마이웨이》 : 박순양 역
- 2017년 tvN 《변혁의 사랑》 : 변금희 역
- 2017년 tvN 《이번 생은 처음이라》 : 세희의 고모 역
- 2017년 MBC 《밥상 차리는 남자》 : 정진우 & 정민우의 어머니 역
- 2018년 KBS2 《라디오 로맨스》 : 조애란 역
- 2018년 KBS2 《같이 살래요》 : 심일순 역
- 2018년 JTBC 《뷰티 인사이드》 : 류은호의 어머니 역
- 2018년 MBN 《설렘주의보》 : 나화정 역
- 2019년 MBC 《슬플 때 사랑한다》 : 이경희 역
- 2019년 KBS1 《여름아 부탁해》 : 변명자 역
- 2020년 tvN 《오 마이 베이비》 : 이옥희 역
- 2022년 KBS2 《현재는 아름다워》 : 유혜영 역
- 2023년 KBS2 《비밀의 여자》 : 차영란 역
- 2023년 MBN 《완벽한 결혼의 정석》: 최재숙 역
- 2024년 KBS2 《피도 눈물도 없이》: 이민숙 역

### 예능
- 2020년 TV조선 《아내의 맛》
- 2021년 TVN 《신박한정리》
- 2021년 MBN 《한국에 반하다 - 국제부부》
- 2021년 MBN 《속풀이쇼 동치미》

### 영화
- 1992년 《백치 애인》
- 1994년 《절대사랑》
- 1995년 《누가 나를 미치게 하는가》
- 1996년 《내일로 흐르는 강》
- 1997년 《스카이 닥터》
- 1998년 《성철》
- 2002년 《버스, 정류장》
- 2002년 《동승》
- 2005년 《엄마》
- 2005년 《애인》
- 2006년 《폭력써클》
- 2007년 《여름이 가기 전에》
- 2007년 《브라보 마이 라이프》
- 2010년 《웨딩드레스》 - 여운 역

### 연극
- 2021년 《욕망이라는 이름의 전차》 - 블랑쉬 역

## 수상
- 2012년 KBS 연기대상 일일극부문 여자 우수연기상